# Chalcomenus costatus
Chalcomenus costatus är en skalbaggsart som beskrevs av Sharp 1903. Chalcomenus costatus ingår i släktet Chalcomenus och familjen jordlöpare. Inga underarter finns listade i Catalogue of Life.